# Скоба, Игорь Олегович
И́горь Оле́гович Скоба́ (укр. Ігор Олегович Скоба; 21 мая 1982, Джанкой, Крымская область, Украинская ССР, СССР) — украинский футболист, полузащитник.
Является директором организации КРСОО КрымСПОРТ

## Биография

### Клубная карьера
Родился в городе Джанкой. В школу киевского «Динамо» перешёл из РВУФК (Киев). В ДЮФЛ сыграл один матч за «Динамо» в 1999 году. 29 апреля 1998 года дебютировал в «Динамо-3» во Второй лиге в матче против Цементник-Хорда (0:1). 21 июня 1999 года дебютировал в «Динамо-2» в Первой лиге в матче против «Полиграфтехники» (1:0). В 2002 году выступал на правах аренды в ужгородском «Закарпатье», в команде дебютировал 16 марта 2002 года в матче против киевского «Динамо». 1 сентября 2002 года дебютировал в основной команде «Динамо» в матче против криворожского «Кривбасса» (0:0).
В 2003 году выступал в киевской «Оболони» на правах аренды. С 2004 года по 2006 год выступал в киевском «Арсенале». Летом 2006 года перешёл в мариупольский «Ильичёвец». В апреле 2008 года перешёл в луганскую «Зарю». В команде дебютировал 19 апреля 2008 года в матче против донецкого «Металлурга» (1:1).
С 2010 года по 2014 с перерывами защищал цвета луцкой «Волыни». За лучан отыграл 58 матчей, забил 6 мячей. В июне 2014 года по инициативе «Волыни» контракт с Скобой был разорван. В октябре 2014 года перешёл в польский «ОКС Стомил».
В последний день летнего трансферного окна 2015 подписал однолетний контракт с клубом «Арсенал-Киев», в составе которого дебютировал 5 сентября в выездном матче против ровненского «Вереса», где отметился забитым голом и предупреждением. После окончания контракта с «Арсеналом» не сумев найти новую команду завершил карьеру футболиста и вернулся в родной город, где приняв российское гражданство стал работать детским тренером.

### Карьера в сборной
11 февраля 2003 года сыграл единственный матч в молодёжной сборной Украины до 21 года против Турции (4:2).

## Статистика
| Сезон   | Клуб             | Лига         | Чемпионат | Чемпионат | Кубок | Кубок | Дубль | Дубль | Еврокубки | Еврокубки |
| Сезон   | Клуб             | Лига         | Игры      | Голы      | Игры  | Голы  | Игры  | Голы  | Игры      | Голы      |
| ------- | ---------------- | ------------ | --------- | --------- | ----- | ----- | ----- | ----- | --------- | --------- |
| 1997/98 | Динамо-3         | Вторая лига  | 12        | 0         | 0     | 0     | —     | —     | —         | —         |
| 1998/99 | Динамо-3         | Вторая лига  | 19        | 1         | 0     | 0     | —     | —     | —         | —         |
| 1998/99 | Динамо-2         | Первая лига  | 1         | 0         | 2     | 0     | —     | —     | —         | —         |
| 1999/00 | Динамо-3         | Вторая лига  | 22        | 3         | 3     | 0     | —     | —     | —         | —         |
| 1999/00 | Динамо-2         | Первая лига  | 2         | 0         | —     | —     | —     | —     | —         | —         |
| 2000/01 | Динамо-3         | Вторая лига  | 12        | 2         | —     | —     | —     | —     | —         | —         |
| 2000/01 | Динамо-2         | Первая лига  | 20        | 2         | —     | —     | —     | —     | —         | —         |
| 2000/01 | Динамо (Киев)    | Высшая лига  | 0         | 0         | 1     | 0     | —     | —     | 0         | 0         |
| 2001/02 | Динамо-3         | Вторая лига  | 5         | 1         | —     | —     | —     | —     | —         | —         |
| 2001/02 | Динамо-2         | Первая лига  | 15        | 3         | —     | —     | —     | —     | —         | —         |
| 2001/02 | Динамо (Киев)    | Высшая лига  | 0         | 0         | 1     | 0     | —     | —     | 0         | 0         |
| 2001/02 | Закарпатье-2     | Вторая лига  | 1         | 0         | —     | —     | —     | —     | —         | —         |
| 2001/02 | Закарпатье       | Высшая лига  | 11        | 1         | 0     | 0     | —     | —     | —         | —         |
| 2002/03 | Динамо-3         | Вторая лига  | 1         | 1         | —     | —     | —     | —     | —         | —         |
| 2002/03 | Динамо-2         | Первая лига  | 10        | 5         | —     | —     | —     | —     | —         | —         |
| 2002/03 | Динамо (Киев)    | Высшая лига  | 2         | 0         | 2     | 0     | —     | —     | 0         | 0         |
| 2002/03 | Оболонь          | Высшая лига  | 11        | 1         | 0     | 0     | —     | —     | —         | —         |
| 2003/04 | Арсенал (Киев)   | Высшая лига  | 2         | 0         | 0     | 0     | —     | —     | —         | —         |
| 2003/04 | Арсенал-2 (Киев) | Вторая лига  | 3         | 1         | —     | —     | —     | —     | —         | —         |
| 2004/05 | Арсенал (Киев)   | Высшая лига  | 7         | 0         | 0     | 0     | 5     | 1     | —         | —         |
| 2005/06 | Арсенал (Киев)   | Высшая лига  | 20        | 0         | 3     | 0     | 2     | 0     | —         | —         |
| 2006/07 | Мариуполь        | Высшая лига  | 21        | 0         | 5     | 0     | 6     | 1     | —         | —         |
| 2007/08 | Мариуполь        | Первая лига  | 8         | 0         | 4     | 0     | —     | —     | —         | —         |
| 2007/08 | Ильичёвец-2      | Вторая лига  | 3         | 0         | —     | —     | —     | —     | —         | —         |
| 2007/08 | Заря (Луганск)   | Высшая лига  | 5         | 1         | 0     | 0     | 0     | 0     | —         | —         |
| 2008/09 | Заря (Луганск)   | Премьер-лига | 13        | 1         | 1     | 0     | 1     | 0     | —         | —         |
| 2009/10 | Заря (Луганск)   | Премьер-лига | 23        | 3         | 0     | 0     | 1     | 0     | —         | —         |